# 中洲 (嘉義縣)
中洲，是臺灣嘉義縣東石鄉的一個傳統地域名稱，位於該鄉東南部。相較於今日行政區，其範圍大致為東崙村東北半部。

## 歷史
台灣日治初期，中洲地區為一街庄（舊制街庄），稱為「中洲庄」，隸屬於大坵田西堡。該庄昔日西北與後埔庄為鄰，東北及東與貴舍庄為鄰，南邊及西南邊為栗仔崙庄。
1901年（日治明治三十四年）11月11日，全台設置二十廳，該庄隸屬於嘉義廳。1904年（明治三十七年）2月20日，該庄編入「港墘區」，隸屬於嘉義廳。1905年（明治三十八年）7月1日，各區管轄區域調整，該庄仍隸屬於嘉義廳的「港墘區」。1909年（明治四十二年）10月25日，全台整併二十廳為十二廳，該庄仍隸屬於嘉義廳。1910年（明治四十三年）1月18日，各區管轄區域調整，該庄仍隸屬於嘉義廳的「港墘區」。1920年（大正九年）10月1日，全台廢十二廳改設五州二廳，該庄改制為「中洲」大字，隸屬於臺南州東石郡東石庄（新制街庄）。
戰後東石庄改制為東石鄉，隸屬於臺南縣，大字亦改制為村。1950年（民國39年）10月25日，雲、嘉、南分治，東石鄉改隸屬於嘉義縣。

## 聚落
本地區發展較早的聚落為中洲，在日治期初期的官方地圖上已有記載。

## 交通
縣道157號是斗南至過溝的道路，經過本地區西北部。由該道路北行可前往布袋鎮貴舍地區、東石鄉港墘地區、朴子市、六腳鄉、新港鄉、溪口溪、雲林縣大埤鄉、大埤鄉／斗南鎮邊界，並止於斗南市區南郊的省道台1線路口；南行可前往布袋鎮北部的過溝地區，並止於省道台17線路口。
鄉道嘉13線是半月至貴舍的道路，經過本地區東北部邊界地帶。
鄉道嘉17線是崎溝至東崙的道路，全線皆位於本地區境內，路線呈開口向西北方的U字形，起、迄點皆在縣道157號路口。

## 產業
- 台灣自來水公司第五區管理處